# Teorema sinusurilor
În geometrie, teorema sinusurilor este o teoremă care stabilește relația dintre valorile laturilor unui triunghi și sinusurile unghiurilor dintre ele.

## Enunț
Dacă laturile unui triunghi au lungimile {\displaystyle a}, {\displaystyle b} și {\displaystyle c}, iar unghiurile care se opun acestora sunt {\displaystyle A}, {\displaystyle B} și {\displaystyle C}, atunci:
{\displaystyle {\frac {a}{\sin A}}\,=\,{\frac {b}{\sin B}}\,=\,{\frac {c}{\sin C}}\,=\,2R={\frac {a\cdot b\cdot c}{2S}}}

unde R este raza cercului circumscris triunghiului, iar S aria triunghiului.

## Demonstrație

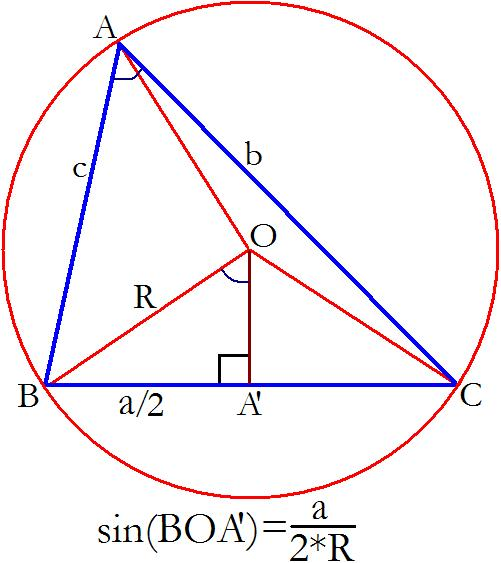

Construim cercul circumscris triunghiului {\displaystyle ABC}, la fel ca în figura alăturată.
Conform teoremei unghiului la centru,
{\displaystyle BAC={\frac {BOC}{2}}\,}
Pe de altă parte, triunghiul {\displaystyle OBC} este triunghi isoscel cu vârful în O, deci înălțimea OA' este și mediană și bisectoare. Rezultă că 
{\displaystyle BOA'={\frac {BOC}{2}}=BAC\,}
Deoarece triunghiul {\displaystyle OBA'} este triunghi dreptunghic cu vârful în A',
{\displaystyle \sin(BOA')={\frac {a}{2R}}\,}
de unde rezultă că {\displaystyle \sin(A)={\frac {a}{2R}}=BAC\,}. Printr-un raționament similar, rezultă că și sinusurile unghiurilor B și C iau aceeași valoare.